# بسامد نایکوئیست
بسامد نایکوئیست ٬ نام‌گذاری شده به نام هری نایکوئیست٬  برابر با  ½ نرخ نمونه‌برداری یک سیستم پردازش سیگنال گسسته‌زمان است. بر اساس قضیه نمونه‌برداری نایکوئیست-شنون٬ برای جلوگیری از رخ دادن پدیدۀ  اِیلیاسینگ (aliasing) هنگام بازسازی سیگنال از نمونه‌ها٬ بسامد نایکوئیست سیستم نمونه‌برداری باید بیش از بزرگترین بسامد موجود در سیگنال باشد.
بسامد نایکوئیست را نباید با نرخ نایکوئیست که برابر کمترین مقدار بسامد نمونه‌برداری در قضیه نمونه‌برداری نایکوئیست-شنون است اشتباه کرد.
نرخ نایکوئیست ٬ دو برابر پهنای باند یک سیگنال باند محدود است.